# حمزیان سفلی
حمزیان سفلی، روستایی است از توابع شهرستان چایپاره در استان آذربایجان غربی ایران.

## جمعیت
این روستا در دهستان چورس قرار داشته و براساس سرشماری مرکز آمار ایران در سال ۱۳۹۵، جمعیت این روستا برابر با ۱۲۷ نفر (۳۸ خانوار) بوده است. 